# David Ferreiro Quiroga
David Ferreiro Quiroga (Ourense, 1 d'abril de 1988) és un futbolista professional gallec que juga com a migcampista.

## Carrera de club
Ferreiro va debutar com a sènior amb el local CD Ourense, amb el qual va jugar sis temporades consecutives a segona B. El 2 d'agost de 2011 va signar contracte amb el Granada CF, i fou immediatament cedit al Cadis CF.
L'estiu de 2012, quan encara era del Granada, Ferreiro va marxar cedit al Racing de Santander. Va debutar a segona divisió el 19 d'agost, jugant com a titular en una derrota per 0–1 a casa contra la UD Las Palmas.
L'estiu de 2014, després d'una tercera cessió, aquest cop a l'Hèrcules CF, Ferreiro fou descartat pel Granada i va anar al CD Lugo també de la segona divisió. El 20 de juny de 2016, va signar per la SD Huesca, equip amb el qual va ascendir a La Liga al final de la temporada 2017–18.
Ferreiro va debutar a la màxima categoria el 19 d'agost de 2018, entrant al minut 90 en el lloc de Damián Musto en una victòria per 2–1 a fora contra la SD Eibar.